# Tathiana Garbin
 Tathiana Garbin  (Mestre, Italia, 30 de junio de 1977) es una tenista profesional de Italia.
Garbin cuenta en su poder con un título individual de la WTA así como con 8 títulos en categoría de dobles.

## Títulos (10; 1+9)

### Individual (1)
| Leyenda                   |
| Grand Slam (0)            |
| WTA Tour Championship (0) |
| Tier I (0)                |
| Tier II (0)               |
| Tier III (0)              |
| Tier IV-V (1)             |

| No. | Fecha               | Torneo   | Superficie    | Oponente en la final | Resultado   |
| 1.  | 23 de abril de 2000 | Budapest | Tierra batida | Kristie Boogert      | 6-2, 7-6(4) |

### Finalista en individuales (4)
- 2000: Bogotá (pierde ante Patricia Wartusch)
- 2005: Modena (pierde ante Anna Smashnova)
- 2006: Palermo (pierde ante Anabel Medina)
- 2007: Bogotá (pierde ante Roberta Vinci)

### Dobles (9)
| Leyenda                   |
| Grand Slam (0)            |
| WTA Tour Championship (0) |
| Tier I (0)                |
| Tier II (0)               |
| Tier III (3)              |
| Tier IV-V (6)             |

| No. | Fecha                 | Torneo     | Superficie    | Compañera         | Oponentes en la final                     | Resultado     |
| 1.  | 14 de mayo de 2000    | Varsovia   | Tierra batida | Janette Husárová  | Iroda Tulyaganova Anna Zaporozhanova      | 6-3, 6-1      |
| 2.  | 25 de febrero de 2001 | Bogotá     | Tierra batida | Janette Husárová  | Laura Montalvo Paola Suárez               | 6-4, 2-6, 6-4 |
| 3.  | 22 de abril de 2001   | Budapest   | Tierra batida | Janette Husárová  | Zsofia Gubacsi Dragana Zaric              | 6-1, 6-3      |
| 4.  | 15 de julio de 2001   | Palermo    | Tierra batida | Janette Husárová  | María José Martínez Anabel Medina         | 4-6, 6-2, 6-4 |
| 5.  | 13 de enero de 2002   | Hobart     | Dura          | Rita Grande       | Catherine Barclay-Reitz Christina Wheeler | 6-2, 7-6(3)   |
| 6.  | 5 de mayo de 2002     | Bol        | Tierra batida | Angelique Widjaja | Elena Bovina Henrieta Nagyova             | 7-5, 3-6, 6-4 |
| 7.  | 12 de enero de 2003   | Canberra   | Dura          | Emilie Loit       | Daja Bedanova Dinara Sáfina               | 7-5, 1-6, 6-4 |
| 8.  | 15 de enero de 2005   | Canberra   | Dura          | Tina Krizan       | Gabriela Navratilova Michaela Pastikova   | 7-5, 1-6, 6-4 |
| 9.  | 24 de octubre de 2010 | Luxemburgo | Dura (i)      | Timea Bacsinszky  | Iveta Benesova Barbora Zahlavova          | 6-4, 6-4      |

### Finalista en dobles (6)
- 2002: Bruselas (junto a Arantxa Sánchez Vicario pierden ante Barbara Schwartz y Jasmin Woehr).
- 2002: New Haven (junto a Janette Husárová pierden ante Daniela Hantuchova y Arantxa Sánchez Vicario).
- 2007: Berlín (junto a Roberta Vinci pierden ante Lisa Raymond y Samantha Stosur).
- 2007: Roma (junto a Roberta Vinci pierden ante Nathalie Dechy y Mara Santangelo).
- 2010: Sydney (junto a Nadia Petrova pierden ante Cara Black y Liezel Huber).
- 2010: Barcelona (junto a Timea Bacsinszky pierden ante Sara Errani y Roberta Vinci).